# Echo Moskvy
Echo Moskvy (ryska: Эхо Москвы, svenska: "Moskvas eko") var en rysk radiostation som sände dygnet runt 1990–2022. Program från stationen sändes första gången den 22 augusti 1990 i Moskva, då under namnet "Radio-M" ("Radio-EM", "Echo Moskvy") på frekvensen 1206 kHz. Den var en av få radiostationer i Ryssland som räknades till de mer politiskt självständiga radiokanalerna.
Stationen blev berömd under augustikuppen den 19–21 augusti 1991. Echo var en av få radiostationer som offentligt gick ut mot nödsituationskommittén under de första dagarna. Kommitténs dekret nr 3 om att stänga radiostationen betraktades av Echos ledning som en hedersbetygelse. Enligt radions chefredaktör Aleksej Venediktov försökte säkerhetstjänsten koppla bort stationen från radiomasterna, men stationens anställda lyckades ansluta radiostudion till en radiosändare via en telefonlinje och kunde på så vis fortsätta att sända . 
På begäran av den allmänna åklagarmyndigheten i Ryssland den 1 mars 2022, begränsade den statliga myndigheten Roskomnadzor åtkomsten till radiostationens informationsresurser och stängde ner Echo Moskvys sändningsmöjligheter. Radiokanalen tystnade och den elektroniska tidskriften med samma namn lades ner genom beslut av dess styrelse den 3 mars 2022.